# Siqueira Campos (político)
José Wilson Siqueira Campos, mais conhecido como Siqueira Campos (Crato, 1 de agosto de 1928 – Palmas, 4 de julho de 2023), foi um político brasileiro. Foi o primeiro governador do estado do Tocantins, já tendo exercido o cargo em quatro mandatos distintos (1989–1991, 1995–2003, 2011–2014). Foi pai do empresário, pedagogo e também político Eduardo Siqueira Campos, primeiro prefeito eleito de Palmas (1993–1997) e senador da república pelo Tocantins (1999–2007). Renunciou ao cargo de governador do Tocantins em 5 de abril de 2014, juntamente com o vice João Oliveira (DEM). O presidente da Assembleia, Sandoval Cardoso, assumiu o governo provisoriamente, convocando eleição indireta, na qual Cardoso foi eleito governador, tendo o empresário Tom Lyra como vice.
Em 13 de outubro de 2016, foi alvo de condução coercitiva em uma operação da Polícia Federal, batizada de Operação Ápia.
Eleito primeiro-suplente de Eduardo Gomes (SD) nas eleições de 2018. Assumiu o mandato de Senador da República em julho de 2019, aos 90 anos, após licença do titular.

## Biografia
José Wilson Siqueira Campos nasceu em Crato no Ceará, em 1928, filho de mestre Pacífico Siqueira Campos – que tinha a profissão de seleiro e sapateiro – e de dona Regina Siqueira Campos.
Ficou órfão de mãe aos 12 anos, falecida em trabalho de parto, e viajou pelo país por quase 10 anos, em busca de oportunidade, chegando a passar parte da adolescência na ruas, até se estabelecer. Nesse período, trabalhou em vários ofícios em diversas cidades, até chegar à cidade de Colinas, no então Norte de Goiás, atual Colinas do Tocantins. Antes, passou pelos estados do Amazonas (onde foi seringueiro), Minas Gerais, Rio de Janeiro e São Paulo.
Em Colinas, Siqueira começou a trabalhar na área rural, o que despertou nele a vocação política: fundou a Cooperativa Goiana de Agricultores e deflagrou o movimento popular que pedia a criação do Tocantins. Na eleição seguinte foi candidato a vereador, tendo sido eleito com votação expressiva.
Elege-se vereador de Colinas com maior votação (1965) e escolhido presidente da Câmara (1966). Era então filiado a Arena. Integraria também ao longo de sua carreira ao PDS, PDC, PFL e PSDB.

### Diretas Já
Como deputado federal foi contra o movimento Diretas Já, pois como deputado da base aliada se valia da sua condição de situação para avançar com a causa separatista sem grandes retaliações, o que também conferia maior peso e celeridade ao trâmite da emenda de criação do Tocantins no Congresso de maioria governista. Nas votações de maior repercussão votou contra a emenda Dante de Oliveira em 1984 e votou em Paulo Maluf no Colégio Eleitoral contra Tancredo Neves em 1985. Como deputado governista chegou a presidência nacional do PDS, um dos partidos com maior bancada no congresso nacional, o que lhe possibilitou compor a mesa dos líderes que definia a pauta de votação do parlamento, bem como os projetos e emendas a serem aprovados pelas bancadas.

### Desmembramento
Após o episódio Siqueira  foi eleito deputado federal, reeleito por mais quatro mandatos, permanecendo no cargo entre 1971 e 1988, enquanto representante do norte goiano. Chegou a fazer uma greve de fome de 98 horas em favor da causa separatista. Siqueira foi, inclusive, deputado federal Constituinte e relator da Subcomissão dos Estados da Assembleia Nacional Constituinte, tendo redigido e entregado ao presidente da Assembleia (deputado Ulisses Guimarães) a fusão de emendas (conhecida como Emenda Siqueira Campos) que, aprovada, deu origem ao Estado do Tocantins, com a promulgação da Constituição Federal de 1988.
A criação do Tocantins, pelos deputados membros Assembleia Constituinte, finalizou uma luta de quase 200 anos dos moradores do então Norte de Goiás em prol da divisão do Estado, trazendo a perspectiva de desenvolvimento para uma região que viveu séculos de relativo isolamento. Com o Tocantins finalmente criado, Siqueira Campos se elegeu o primeiro governador, para mandato de dois anos (de 1 de janeiro de 1989 a 15 de março de 1991). Nessas eleições foi eleito na oposição aos governos federal e estadual de Goiás, sendo que este último ainda exercia grande influência sobre política do recém-criado Tocantins.
Foi também responsável pela construção da capital Palmas que é em tese a última cidade brasileira planejada do século XX. À época, a decisão da construção de uma nova cidade para abrigar a capital foi amplamente criticada, sobretudo pelos prefeitos das maiores cidades do Tocantins e pelos maiores líderes que enxergavam na proposta um desperdício de recursos.

### Governos
Siqueira Campos voltou a ocupar o cargo governador por mais dois mandatos consecutivos (1995 a 2003), tendo sido eleito com forte apoio popular novamente na oposição ao governo estadual do PMDB.  Siqueira somou após esses dois últimos mandatos, no total, 9 anos e 5 meses à frente do Executivo estadual.
Foi um período em que o Estado saiu da total precariedade até chegar ao início de sua industrialização, com obras importantes como a interligação das principais cidades do estado com pavimentação, os Hospitais Regionais das maiores cidades, principais hospitais do estado únicos construídos até os dias atuais.
No entanto, foi na cidade que fundou, Palmas, que Siqueira Campos mais realizou. Além da construção da UHE Luís Eduardo Magalhães e do Hospital Geral de Palmas, o governador Siqueira Campos idealizou e executou um grande programa de obras que deram forma definitiva de Palmas como a principal cidade do estado. Foi construído um amplo e moderno aeroporto, o projeto Orla, a ponte sobre o lago de Palmas (8 km de extensão), a Praça dos Girassóis, o Memorial da Coluna Prestes, dentre outras obras que são os principais cartões portais do estado.

### Derrota de 2006 e vitória de 2010
Nas eleições de 2006, após uma campanha acirrada, foi derrotado pelo seu ex-aliado político que elegera em 2002, o então governador e candidato a reeleição Marcelo Miranda. Após os resultados, Siqueira Campos anunciou por meio das rádios e canais de televisão ter alcançado uma "uma vitória moral", pois alegava que o pleito havia sido desequilibrado pelo abuso de poder político e econômico praticado pelo governador Marcelo Miranda. Em dezembro de 2006, ingressou com ação para impugnação do pleito, o que resultou na cassação unânime do governador Marcelo Miranda pelo Tribunal Superior Eleitoral em 2009 por 7 votos a zero. No ano seguinte, nas eleições de 2010 derrotou Carlos Henrique Gaguim, também do PMDB e aliado de Marcelo Miranda, na disputa para o Governo do Estado por uma margem apertada de votos (menos de um por cento de diferença), todavia, com ampla margem de votos nos principais municípios do estado, incluindo a capital.

### Investigações
Foi levado coercitivamente para depor durante a Operação Ápia, deflagrada em 13 de outubro de 2016 pela Polícia Federal. O objetivo da operação foi desarticular uma organização criminosa que atuou no Tocantins fraudando as licitações públicas e execuções de contratos administrativos firmados para a terraplanagem e pavimentação em diversas rodovias estaduais. A investigação apontou um esquema de direcionamento de concorrências envolvendo órgãos públicos de infraestrutura e agentes públicos e um total de 1,2 bilhões de reais em contratos teriam sido fraudados no Tocantins. O prejuízo aos cofres públicos seria em torno de 200 milhões de reais.

## Morte
José Wilson Siqueira Campos morreu na noite do dia 4 de julho de 2023 na UTI de um hospital particular, em Palmas, em decorrência de uma infecção generalizada. Ele completaria 95 anos no dia 1º de agosto.